# Lepanthes guatemalensis
Lepanthes guatemalensis é uma espécie de orquídea (Orchidaceae) dispersa do México à Guatemala.